# Forces républicaines de Côte d’Ivoire
Die Forces républicaines de Côte d’Ivoire (FRCI, französisch für Republikanische Kräfte der Elfenbeinküste) sind eine ivorische militärische Organisation. 

## Geschichte
Sie wurden am 17. März 2011 während der Regierungskrise 2010/2011 von Alassane Ouattara ins Leben gerufen. Sie sollen als neue Streitkräfte der Elfenbeinküste agieren und die von Laurent Gbagbo dominierte alte Armee ersetzen. Grundlage der neuen Armee ist der Vertrag von Ouagadougou von 2007, der das Ende des Bürgerkriegs von 2002 bis 2007 markierte und in dem in Artikel 3 die Auflösung aller Milizen und deren Integration in eine neue Armee gefordert wird.
Die FRCI setzen sich aus den Forces Nouvelles de Côte d’Ivoire, die seit 2003 die Nordhälfte der Elfenbeinküste kontrollieren, und einigen Teilen der Regierungsstreitkräfte zusammen.
In einem Dekret befahl Ouattara allen Militärangehörigen der Elfenbeinküste sich den FRCI zur Verfügung zu stellen.
Die Truppen sollen von einem Oberbefehlshaber, März 2011 Michel Gueu, und seinem Vertreter angeführt werden.

## Offiziere
Bekannte Feldkommandanten der FRCI sind:
- Issiaka Ouattara genannt „Wattao“
- Chérif Ousmane
- Adama Camara